# Campeonato Uruguayo de Primera División 2012-13
El Campeonato Uruguayo 2012-13, denominado Torneo Uruguayo Copa Coca-Cola 2012/13 por motivos publicitarios, es el 109° torneo de primera división del fútbol uruguayo organizado por la AUF, correspondiente a la temporada 2012-13.
El torneo empezó a disputarse el sábado 25 de agosto de 2012. El Campeonato Uruguayo se denominó «Carlos Maresca». El Torneo Apertura llevó el nombre de «Raúl Bentancor», en honor al reciente fallecimiento del exfutbolista y director técnico uruguayo, abuelo materno del jugador Alejandro Lembo; mientras que el Torneo Clausura se llamó «100 años del club Defensor».
Peñarol se coronó campeón del torneo tras ganar el Torneo Apertura y finalizar primero en la tabla anual, antes de derrotar por 3-1 a Defensor Sporting en la semifinal del campeonato.

## Relevos temporada anterior
| Club            | Ascendido como                            |
| --------------- | ----------------------------------------- |
| Central Español | Campeón Segunda División 2011-12          |
| Juventud        | Subcampeón Segunda División 2011-12       |
| Progreso        | Ganador playoffs Segunda División 2011-12 |

| Club           | Descendido como                |
| -------------- | ------------------------------ |
| Rampla Juniors | 14° Tabla del descenso 2011-12 |
| Cerrito        | 15° Tabla del descenso 2011-12 |
| Rentistas      | 16° Tabla del descenso 2011-12 |

## Datos de los equipos
Notas: todos los datos estadísticos corresponden únicamente a los Campeonatos Uruguayos organizados por la Asociación Uruguaya de Fútbol. Las fechas de fundación de los equipos son las declaradas por los propios clubes implicados. La columna "estadio" refleja el estadio dónde el equipo más veces oficia de local en sus partidos, pero no indica que el equipo en cuestión sea propietario del mismo.
| Club              | Ciudad Sede | Estadio             | Capacidad | Fundación                | Temp. | T.Cons | Campeón  | 11/12  | Marca                           | Patrocinador principal                 |
| ----------------- | ----------- | ------------------- | --------- | ------------------------ | ----- | ------ | -------- | ------ | ------------------------------- | -------------------------------------- |
| Bella Vista       | Montevideo  | Parque José Nasazzi | 5.002     | 4 de octubre de 1920     | 52    | 3      | 1 vez    | 13     | MGR Sport                       | CYMACO                                 |
| Central Español   | Montevideo  | Parque Palermo      | 6.500     | 5 de enero de 1905       | 63    | 1      | 1 vez    | 1 (SD) | Matgeor                         | Rinde Dos, Círculo Católico y La Selva |
| Cerro             | Montevideo  | Tróccoli            | 25.000    | 1 de diciembre de 1922   | 67    | 6      | -        | 9      | Fit                             | Limol                                  |
| Cerro Largo       | Melo        | Ubilla              | 9.000     | 19 de noviembre de 2002  | 4     | 2      | -        | 4      | Mass Sport                      | Núñez, Microsules                      |
| Danubio           | Montevideo  | Jardines            | 20.000    | 1 de marzo de 1932       | 63    | 43     | 3 veces  | 6      | Mass Sport                      | Asociación Española                    |
| Defensor Sporting | Montevideo  | Franzini            | 20.000    | 15 de marzo de 1913      | 86    | 48     | 4 veces  | 3      | Mass Sport (2012), Kappa (2013) | Médica Uruguaya                        |
| El Tanque Sisley  | Florida     | Campeones Olímpicos | 7.000     | 17 de marzo de 1955      | 4     | 3      | -        | 11     | Matgeor                         | La Cabaña, Rinde Dos y CYMACO          |
| Fénix             | Montevideo  | Capurro             | 5.500     | 7 de julio de 1916       | 31    | 4      | -        | 14     | MGR Sport                       | Ratisalil                              |
| Juventud          | Las Piedras | Parque Artigas      | 10.000    | 24 de diciembre de 1935  | 6     | 1      | -        | 2 (SD) | Menpi                           | Frigorífico Las Piedras y Agua Iara    |
| Liverpool         | Montevideo  | Belvedere           | 8.500     | 15 de febrero de 1915    | 72    | 11     | -        | 5      | Joma                            | Puritas                                |
| Nacional          | Montevideo  | Gran Parque Central | 26.500    | 14 de mayo de 1899       | 108   | 108    | 44 veces | 1      | Umbro                           | Antel                                  |
| Peñarol           | Montevideo  | José Pedro Damiani  | 12000     | 28 de septiembre de 1891 | 106   | 86     | 46 veces | 2      | Puma                            | Antel                                  |
| Progreso          | Montevideo  | Parque Paladino     | 5.400     | 30 de abril de 1917      | 20    | 1      | 1 vez    | 3 (SD) | Matgeor                         | Rinde Dos y La Cabaña                  |
| Racing            | Montevideo  | Roberto             | 8.500     | 6 de abril de 1919       | 46    | 5      | -        | 10     | Kappa                           | Punta Ballena                          |
| River Plate       | Montevideo  | Saroldi             | 5.165     | 11 de mayo de 1932       | 64    | 9      | -        | 7      | Mass Sport                      | Macro Mercado                          |
| Wanderers         | Montevideo  | Viera               | 10.000    | 15 de agosto de 1902     | 96    | 13     | 3 veces  | 8      | Joma                            | CYMACO                                 |

### Entrenadores
(Entre paréntesis se señala la fecha del debut del nuevo entrenador)
| Club              | Entrenador Inicial    | Reemplazantes |
| ----------------- | --------------------- | --- |
| Bella Vista       | Guillermo Sanguinetti | Mario Carballo (int - 12.ªAp) - Julio Ribas (1.ªCl)                                                                  |
| Central Español   | Darlyn Gayol          | Julio Acuña (2.ªCl) - Adrián Colombo (int - 9.ªCl) - Óscar Pacheco (10.ªCl) - Adrián Colombo (15.ªCl)                |
| Cerro             | Ricardo Ortíz         | Danilo Baltierra (int - 2.ªCl)                                                                                       |
| Cerro Largo       | Danielo Núñez         | Osmar Huguet (10.ªAp) - Danielo Núñez (1.ªCl)                                                                        |
| Danubio           | Daniel Sánchez        | Daniel Martínez (int - 2.ªAp) - Juan Ramón Carrasco (4.ªAp) - Daniel Martínez(int - 14.ªAp) - Leonardo Ramos (1.ªCl) |
| Defensor Sporting | Tabaré Silva          | |
| El Tanque Sisley  | Raúl Moller           | Osvaldo Canobbio (1.ªCl)                                                                                             |
| Fénix             | Eduardo Favaro        | |
| Juventud          | Ariel de Armas        | Mario Saralegui (10.ªCl)                                                                                             |
| Liverpool         | Julio César Antúnez   | José Puente (int - 11.ªAp) - Raúl Moller (1.ªCl)                                                                     |
| Nacional          | Gustavo Díaz          | Juan Carlos Blanco y Gustavo Bueno (int - 3.ªCl) - Rodolfo Arruabarrena (7.ªCl)                                      |
| Peñarol           | Jorge Da Silva        | |
| Progreso          | Leonardo Ramos        | Carlos Rodao (1.ªCl) - Carlos Barcos (11.ªCl)                                                                        |
| Racing            | Jorge Giordano        | Miguel Ángel Piazza (7.ªAp) - Juan Tejera (1.ªCl)                                                                    |
| River Plate       | Guillermo Almada      | |
| Wanderers         | Alfredo Arias         | |

## Sistema de disputa
Los 16 equipos participantes disputarán dos torneos, Apertura y Clausura, a fines de 2012 y principios de 2013 respectivamente. Ambos torneos serán en la modalidad de todos contra todos a una sola ronda. También se confeccionará una Tabla Anual que se calculará como la suma de las tablas de ambos torneos.

### Campeón uruguayo
Para determinar el equipo que se consagrará campeón de la temporada, se jugarán una semifinal y dos posteriores finales, todas en caso de ser necesario. Primero se disputará un partido entre los campeones de los torneos cortos. El ganador de este partido se enfrentará al ganador de la Tabla Anual en una serie final de dos partidos. El ganador de la serie se determinará en primera instancia por puntos, luego por diferencia de goles; y en caso de permanecer empatados se procederá a disputar un alargue y penales en caso de mantenerse la paridad.
Vale aclarar ciertas excepciones a estos procedimientos de disputa. En caso de que el mismo equipo obtenga los torneos Apertura y Clausura, y por consiguiente la Tabla Anual, se convertirá en el campeón uruguayo. También podría suceder que el ganador de la semifinal fuese el mismo equipo que el ganador de la Tabla Anual, por lo que también así se consagraría automáticamente campeón.

## Torneo Apertura
El Apertura consta de una ronda de todos contra todos que se disputa a partir del mes de agosto y finalizará en diciembre. El ganador del mismo se clasificará para disputar la semifinal por el campeonato uruguayo contra el equipo que resulte ganador del Torneo Clausura.
Llevó el nombre Raúl Bentancor.

### Fixture Apertura
| Defensor Sporting | 2:2 | Nacional         | Luis Franzini             | 25 de agosto de 2012    |
| River Plate       | 1:0 | Juventud         | Parque Saroldi            | 25 de agosto de 2012    |
| Central Español   | 0:1 | El Tanque Sisley | Parque Capurro            | 26 de agosto de 2012    |
| Fénix             | 4:3 | Peñarol          | Centenario                | 26 de agosto de 2012    |
| Cerro Largo       | 2:3 | Wanderers        | Arquitecto Antonio Ubilla | 26 de agosto de 2012    |
| Cerro             | 0:2 | Progreso         | Luis Tróccoli             | 26 de agosto de 2012    |
| Racing            | 0:1 | Bella Vista      | Osvaldo Roberto           | 26 de agosto de 2012    |
| Danubio           | 2:2 | Liverpool        | Jardines del Hipódromo    | 9 de septiembre de 2012 |

| Wanderers        | 0:4 | Defensor Sporting | Parque Viera           | 1 de septiembre de 2012 |
| Danubio          | 1:4 | Progreso          | Jardines del Hipódromo | 1 de septiembre de 2012 |
| Racing           | 1:2 | Fénix             | Osvaldo Roberto        | 2 de septiembre de 2012 |
| Peñarol          | 1:1 | River Plate       | Centenario             | 2 de septiembre de 2012 |
| Liverpool        | 1:0 | Cerro             | Belvedere              | 2 de septiembre de 2012 |
| Juventud         | 1:0 | Central Español   | Parque Artigas         | 2 de septiembre de 2012 |
| El Tanque Sisley | 1:1 | Bella Vista       | Campeones Olímpicos    | 2 de septiembre de 2012 |
| Nacional         | 2:0 | Cerro Largo       | Parque Central         | 9 de septiembre de 2012 |

| Central Español   | 0:1 | Nacional         | Centenario                | 14 de septiembre de 2012 |
| Defensor Sporting | 2:0 | Liverpool        | Luis Franzini             | 15 de septiembre de 2012 |
| Fénix             | 0:2 | El Tanque Sisley | Parque Capurro            | 15 de septiembre de 2012 |
| River Plate       | 2:2 | Racing           | Parque Saroldi            | 16 de septiembre de 2012 |
| Danubio           | 2:4 | Wanderers        | Jardines del Hipódromo    | 16 de septiembre de 2012 |
| Cerro Largo       | 1:1 | Progreso         | Arquitecto Antonio Ubilla | 16 de septiembre de 2012 |
| Cerro             | 2:0 | Juventud         | Luis Tróccoli             | 16 de septiembre de 2012 |
| Bella Vista       | 0:2 | Peñarol          | Centenario                | 16 de septiembre de 2012 |

| Nacional         | 2:1 | Fénix             | Parque Central         | 22 de septiembre de 2012 |
| Juventud         | 0:0 | Danubio           | Parque Artigas         | 23 de septiembre de 2012 |
| El Tanque Sisley | 1:0 | River Plate       | Campeones Olímpicos    | 23 de septiembre de 2012 |
| Peñarol          | 2:1 | Cerro             | Centenario             | 23 de septiembre de 2012 |
| Racing           | 1:0 | Cerro Largo       | Osvaldo Roberto        | 23 de septiembre de 2012 |
| Wanderers        | 0:0 | Central Español   | Jardines del Hipódromo | 23 de septiembre de 2012 |
| Progreso         | 1:4 | Defensor Sporting | Parque Saroldi         | 23 de septiembre de 2012 |
| Liverpool        | 0:2 | Bella Vista       | Belvedere              | 3 de octubre de 2012     |

| Cerro             | 1:0 | Nacional         | Luis Tróccoli             | 29 de septiembre de 2012 |
| Bella Vista       | 3:1 | Progreso         | Osvaldo Roberto           | 29 de septiembre de 2012 |
| Fénix             | 4:1 | Wanderers        | Parque Capurro            | 29 de septiembre de 2012 |
| Defensor Sporting | 1:1 | Juventud         | Luis Franzini             | 30 de septiembre de 2012 |
| Danubio           | 0:0 | Peñarol          | Jardines del Hipódromo    | 30 de septiembre de 2012 |
| Central Español   | 1:1 | Racing           | Parque Palermo            | 30 de septiembre de 2012 |
| River Plate       | 2:0 | Liverpool        | Parque Saroldi            | 30 de septiembre de 2012 |
| Cerro Largo       | 1:1 | El Tanque Sisley | Arquitecto Antonio Ubilla | 30 de septiembre de 2012 |

| Racing           | 1:2 | Cerro             | Osvaldo Roberto     | 6 de octubre de 2012 |
| Peñarol          | 3:0 | Central Español   | Centenario          | 6 de octubre de 2012 |
| El Tanque Sisley | 1:1 | Defensor Sporting | Campeones Olímpicos | 6 de octubre de 2012 |
| Liverpool        | 1:0 | Cerro Largo       | Belvedere           | 7 de octubre de 2012 |
| Nacional         | 2:1 | Danubio           | Parque Central      | 7 de octubre de 2012 |
| Wanderers        | 3:1 | River Plate       | Parque Viera        | 7 de octubre de 2012 |
| Progreso         | 0:2 | Fénix             | Parque Paladino     | 7 de octubre de 2012 |
| Juventud         | 2:0 | Bella Vista       | Parque Artigas      | 7 de octubre de 2012 |

| Fénix             | 1:1 | Juventud         | Parque Capurro            | 13 de octubre de 2012 |
| River Plate       | 0:0 | Progreso         | Parque Saroldi            | 13 de octubre de 2012 |
| Cerro Largo       | 2:4 | Peñarol          | Arquitecto Antonio Ubilla | 13 de octubre de 2012 |
| Danubio           | 1:2 | El Tanque Sisley | Jardines del Hipódromo    | 14 de octubre de 2012 |
| Central Español   | 0:1 | Liverpool        | Parque Palermo            | 14 de octubre de 2012 |
| Cerro             | 0:0 | Wanderers        | Luis Tróccoli             | 14 de octubre de 2012 |
| Defensor Sporting | 1:0 | Racing           | Luis Franzini             | 14 de octubre de 2012 |
| Bella Vista       | 1:2 | Nacional         | Centenario                | 24 de octubre de 2012 |

| Nacional          | 3:1 | Liverpool        | Parque Central | 20 de octubre de 2012 |
| Juventud          | 0:1 | Racing           | Parque Artigas | 20 de octubre de 2012 |
| River Plate       | 0:2 | Bella Vista      | Saroldi        | 20 de octubre de 2012 |
| Defensor Sporting | 3:1 | Danubio          | Franzini       | 21 de octubre de 2012 |
| Peñarol           | 4:0 | El Tanque Sisley | Centenario     | 21 de octubre de 2012 |
| Fénix             | 0:5 | Central Español  | Capurro        | 21 de octubre de 2012 |
| Progreso          | 1:0 | Wanderers        | Paladino       | 21 de octubre de 2012 |
| Cerro             | 2:2 | Cerro Largo      | Tróccoli       | 21 de octubre de 2012 |

| Racing           | 2:5 | Peñarol           | Centenario                | 27 de octubre de 2012 |
| Danubio          | 1:1 | Cerro             | Jardines del Hipódromo    | 27 de octubre de 2012 |
| Central Español  | 0:0 | Defensor Sporting | Parque Palermo            | 28 de octubre de 2012 |
| El Tanque Sisley | 3:2 | Nacional          | Centenario                | 28 de octubre de 2012 |
| Wanderers        | 3:3 | Juventud          | Parque Viera              | 28 de octubre de 2012 |
| Cerro Largo      | 2:2 | River Plate       | Arquitecto Antonio Ubilla | 28 de octubre de 2012 |
| Bella Vista      | 0:0 | Fénix             | Parque Saroldi            | 28 de octubre de 2012 |
| Liverpool        | 3:1 | Progreso          | Belvedere                 | 29 de octubre de 2012 |

| Racing           | 2:2 | Danubio           | Parque Roberto      | 3 de noviembre de 2012 |
| Nacional         | 0:2 | River Plate       | Parque Central      | 3 de noviembre de 2012 |
| El Tanque Sisley | 2:1 | Cerro             | Campeones Olímpicos | 4 de noviembre de 2012 |
| Peñarol          | 2:1 | Defensor Sporting | Estadio Centenario  | 4 de noviembre de 2012 |
| Liverpool        | 2:3 | Fénix             | Belvedere           | 4 de noviembre de 2012 |
| Juventud         | 1:0 | Cerro Largo       | Parque Artigas      | 4 de noviembre de 2012 |
| Progreso         | 1:0 | Central Español   | Paladino            | 4 de noviembre de 2012 |
| Wanderers        | 0:1 | Bella Vista       | Parque Viera        | 4 de noviembre de 2012 |

| Central Español  | 3:0 | Danubio           | Parque Palermo      | 10 de noviembre de 2012 |
| Fénix            | 1:2 | Defensor Sporting | Parque Capurro      | 10 de noviembre de 2012 |
| River Plate      | 0:1 | Cerro             | Parque Saroldi      | 10 de noviembre de 2012 |
| Bella Vista      | 0:1 | Cerro Largo       | Parque Roberto      | 10 de noviembre de 2012 |
| Juventud         | 2:1 | Liverpool         | Parque Artigas      | 10 de noviembre de 2012 |
| El Tanque Sisley | 2:2 | Progreso          | Campeones Olímpicos | 10 de noviembre de 2012 |
| Wanderers        | 3:0 | Racing            | Parque Viera        | 11 de noviembre de 2012 |
| Peñarol          | 0:0 | Nacional          | Centenario          | 11 de noviembre de 2012 |

| Danubio           | 0:2 | River Plate      | Jardines del Hipódromo    | 17 de noviembre de 2012 |
| Defensor Sporting | 4:0 | Bella Vista      | Luis Franzini             | 17 de noviembre de 2012 |
| Cerro Largo       | 0:0 | Central Español  | Arquitecto Antonio Ubilla | 17 de noviembre de 2012 |
| Progreso          | 1:3 | Peñarol          | Centenario                | 17 de noviembre de 2012 |
| Liverpool         | 2:3 | Wanderers        | Belvedere                 | 18 de noviembre de 2012 |
| Racing            | 0:1 | El Tanque Sisley | Parque Roberto            | 18 de noviembre de 2012 |
| Cerro             | 1:2 | Fénix            | Tróccoli                  | 18 de noviembre de 2012 |
| Nacional          | 3:1 | Juventud         | Parque Central            | 18 de noviembre de 2012 |

| River Plate      | 1:1 | Defensor Sporting | Saroldi             | 24 de noviembre de 2012 |
| Cerro Largo      | 1:0 | Fénix             | Ubilla              | 24 de noviembre de 2012 |
| Racing           | 0:2 | Nacional          | Centenario          | 24 de noviembre de 2012 |
| El Tanque Sisley | 2:2 | Liverpool         | Campeones Olímpicos | 25 de noviembre de 2012 |
| Progreso         | 0:1 | Juventud          | Capurro             | 25 de noviembre de 2012 |
| Cerro            | 0:5 | Central Español   | Tróccoli            | 25 de noviembre de 2012 |
| Bella Vista      | 2:1 | Danubio           | Roberto             | 25 de noviembre de 2012 |
| Wanderers        | 1:2 | Peñarol           | Centenario          | 25 de noviembre de 2012 |

| Defensor Sporting | 1:0 | Cerro Largo      | Franzini       | 1 de diciembre de 2012 |
| Wanderers         | 1:1 | El Tanque Sisley | Viera          | 1 de diciembre de 2012 |
| Cerro             | 2:0 | Bella Vista      | Tróccoli       | 1 de diciembre de 2012 |
| Nacional          | 6:1 | Progreso         | Parque Central | 1 de diciembre de 2012 |
| Central Español   | 1:3 | River Plate      | Palermo        | 2 de diciembre de 2012 |
| Liverpool         | 4:4 | Racing           | Belvedere      | 2 de diciembre de 2012 |
| Danubio           | 2:1 | Fénix            | Jardines       | 2 de diciembre de 2012 |
| Peñarol (C)       | 2:0 | Juventud         | Centenario     | 2 de diciembre de 2012 |

| Fénix             | 2:2 | River Plate      | Capurro        | 8 de diciembre de 2012  |
| Defensor Sporting | 2:0 | Cerro            | Franzini       | 8 de diciembre de 2012  |
| Cerro Largo       | 1:1 | Danubio          | Ubilla         | 8 de diciembre de 2012  |
| Juventud          | 0:2 | El Tanque Sisley | Parque Artigas | 9 de diciembre de 2012  |
| Progreso          | 1:2 | Racing           | Paladino       | 9 de diciembre de 2012  |
| Bella Vista       | 0:3 | Central Español  | Nasazzi        | 9 de diciembre de 2012  |
| Nacional          | 1:0 | Wanderers        | Parque Central | 9 de diciembre de 2012  |
| Peñarol           | 2:0 | Liverpool        | Centenario     | 10 de diciembre de 2012 |

### Posiciones Apertura
|                                          | Pos. | Equipos           |  | PJ | PG | PE | PP | GF | GC | Dif. | Puntos |
| ---------------------------------------- | ---- | ----------------- |  | -- | -- | -- | -- | -- | -- | ---- | ------ |
|                                          | 1    | Peñarol           |  | 15 | 11 | 3  | 1  | 35 | 13 | +22  | 36     |
|                                          | 2    | Defensor Sporting |  | 15 | 9  | 5  | 1  | 31 | 11 | +20  | 32     |
|                                          | 3    | Nacional          |  | 15 | 10 | 2  | 3  | 29 | 14 | +15  | 32     |
|                                          | 4    | El Tanque Sisley  |  | 15 | 8  | 6  | 1  | 23 | 17 | +6   | 30     |
|                                          | 5    | River Plate       |  | 15 | 5  | 6  | 4  | 21 | 17 | +4   | 21     |
|                                          | 6    | Fénix             |  | 15 | 6  | 3  | 6  | 24 | 24 | 0    | 21     |
|                                          | 7    | Bella Vista       |  | 15 | 6  | 2  | 7  | 13 | 17 | -4   | 20     |
|                                          | 8    | Juventud          |  | 15 | 5  | 4  | 6  | 13 | 17 | -4   | 19     |
|                                          | 9    | Wanderers         |  | 15 | 5  | 4  | 6  | 22 | 24 | -2   | 19     |
|                                          | 10   | Cerro             |  | 15 | 5  | 3  | 7  | 14 | 17 | -3   | 18     |
|                                          | 11   | Central Español   |  | 15 | 4  | 4  | 7  | 11 | 19 | -8   | 16     |
|                                          | 12   | Liverpool         |  | 15 | 4  | 3  | 8  | 21 | 28 | -7   | 15     |
|                                          | 13   | Progreso          |  | 15 | 4  | 3  | 8  | 17 | 28 | -11  | 15     |
|                                          | 14   | Racing            |  | 15 | 3  | 4  | 8  | 17 | 27 | -10  | 13     |
|                                          | 15   | Cerro Largo       |  | 15 | 2  | 6  | 7  | 14 | 20 | -6   | 12     |
|                                          | 16   | Danubio           |  | 15 | 1  | 6  | 8  | 15 | 27 | -12  | 9      |
| Última actualización: 4 de junio de 2014 |      |                   |  |    |    |    |    |    |    |      |        |

- El campeón del Torneo Apertura clasifica (en caso de no hacerlo a la Copa Libertadores) a la Copa Sudamericana automáticamente, perdiendo su cupo el peor clasificado a este torneo de la Tabla Anual.

|  | Ganador del Torneo Apertura. Avanza a la Semifinal del Campeonato Uruguayo y clasifica a los 32° de final de la Copa Sudamericana 2013 en caso de no ir a copas internacionales. |

### Goleadores Apertura
Los 5 goleadores del torneo.
| Jugador               | Equipo            | Goles |
| --------------------- | ----------------- | ----- |
| Juan Manuel Olivera   | Peñarol           | 13    |
| Héctor Acuña          | El Tanque Sisley  | 11    |
| Mauro Guevgeozian     | Fénix             | 10    |
| Maximiliano Rodríguez | Wanderers         | 9     |
| Diego Rolán           | Defensor Sporting | 8     |

## Torneo Clausura
El Clausura consta de una ronda de todos contra todos. El ganador del mismo se clasificará para disputar la semifinal del campeonato uruguayo contra el equipo ganador del Torneo Apertura.
Llevó el nombre "100 años del club Defensor".

### Fixture Clausura
| Wanderers        | 2:1 | Cerro Largo       | Viera               | 23 de febrero de 2013 | 18:00      |
| Peñarol          | 1:1 | Fénix             | Centenario          | 23 de febrero de 2013 | 19:00 (TV) |
| El Tanque Sisley | 3:1 | Central Español   | Campeones Olímpicos | 23 de febrero de 2013 | 20:30      |
| Bella Vista      | 0:1 | Racing            | Nasazzi             | 24 de febrero de 2013 | 10:15 (TV) |
| Juventud         | 0:4 | River Plate       | Parque Artigas      | 24 de febrero de 2013 | 18:00      |
| Liverpool        | 0:1 | Danubio           | Belvedere           | 24 de febrero de 2013 | 18:00      |
| Progreso         | 2:1 | Cerro             | Nasazzi             | 24 de febrero de 2013 | 18:00      |
| Nacional         | 0:1 | Defensor Sporting | Parque Central      | 24 de febrero de 2013 | 19:00 (TV) |

| Central Español   | 1:2 | Juventud         | Palermo    | 2 de marzo de 2013 | 18:00      |
| Progreso          | 1:0 | Danubio          | Nasazzi    | 2 de marzo de 2013 | 18:00      |
| Cerro Largo       | 1:1 | Nacional         | Ubilla     | 2 de marzo de 2013 | 19:00 (TV) |
| Fénix             | 0:1 | Racing           | Capurro    | 3 de marzo de 2013 | 10:15 (TV) |
| Cerro             | 1:0 | Liverpool        | Tróccoli   | 3 de marzo de 2013 | 18:00      |
| Bella Vista       | 0:1 | El Tanque Sisley | Nasazzi    | 3 de marzo de 2013 | 18:00      |
| Defensor Sporting | 1:0 | Wanderers        | Franzini   | 3 de marzo de 2013 | 18:00      |
| River Plate       | 0:2 | Peñarol          | Centenario | 3 de marzo de 2013 | 19:00 (TV) |

| Progreso         | 1:2 | Cerro Largo       | Capurro             | 9 de marzo de 2013  | 18:00      |
| Liverpool        | 4:2 | Defensor Sporting | Belvedere           | 9 de marzo de 2013  | 18:00      |
| Peñarol          | 2:0 | Bella Vista       | Centenario          | 9 de marzo de 2013  | 19:00 (TV) |
| El Tanque Sisley | 2:0 | Fénix             | Campeones Olímpicos | 10 de marzo de 2013 | 10:15 (TV) |
| Racing           | 1:1 | River Plate       | Roberto             | 10 de marzo de 2013 | 17:00      |
| Wanderers        | 1:2 | Danubio           | Viera               | 10 de marzo de 2013 | 17:00      |
| Juventud         | 4:1 | Cerro             | Parque Artigas      | 10 de marzo de 2013 | 17:00      |
| Nacional         | 2:1 | Central Español   | Parque Central      | 10 de marzo de 2013 | 18:00 (TV) |

| Cerro Largo       | 3:1 | Racing           | Ubilla     | 16 de marzo de 2013 | 17:00      |
| Central Español   | 0:1 | Wanderers        | Palermo    | 16 de marzo de 2013 | 17:00      |
| Cerro             | 1:1 | Peñarol          | Tróccoli   | 16 de marzo de 2013 | 17:00 (TV) |
| Defensor Sporting | 0:1 | Progreso         | Franzini   | 17 de marzo de 2013 | 10:15 (TV) |
| Bella Vista       | 3:3 | Liverpool        | Nasazzi    | 17 de marzo de 2013 | 17:00      |
| River Plate       | 1:0 | El Tanque Sisley | Saroldi    | 17 de marzo de 2013 | 17:00      |
| Danubio           | 2:1 | Juventud         | Jardines   | 17 de marzo de 2013 | 17:00      |
| Fénix             | 2:2 | Nacional         | Centenario | 17 de marzo de 2013 | 18:00 (TV) |

| Wanderers        | 2:1 | Fénix             | Viera               | 23 de marzo de 2013 | 16:00      |
| El Tanque Sisley | 1:0 | Cerro Largo       | Campeones Olímpicos | 23 de marzo de 2013 | 16:00      |
| Peñarol          | 0:1 | Danubio           | Centenario          | 23 de marzo de 2013 | 16:00 (TV) |
| Progreso         | 2:2 | Bella Vista       | Tróccoli            | 24 de marzo de 2013 | 10:15 (TV) |
| Juventud         | 0:1 | Defensor Sporting | Parque Artigas      | 24 de marzo de 2013 | 16:00      |
| Racing           | 0:1 | Central Español   | Roberto             | 24 de marzo de 2013 | 16:00      |
| Liverpool        | 4:2 | River Plate       | Belvedere           | 24 de marzo de 2013 | 16:00      |
| Nacional         | 2:2 | Cerro             | Parque Central      | 24 de marzo de 2013 | 16:00 (TV) |

| Central Español   | 1:3 | Peñarol          | Centenario | 29 de marzo de 2013 | 16:00 (TV) |
| Bella Vista       | 5:2 | Juventud         | Nasazzi    | 30 de marzo de 2013 | 16:00      |
| Progreso          | 1:2 | Fénix            | Tróccoli   | 30 de marzo de 2013 | 16:00      |
| Danubio           | 0:1 | Nacional         | Jardines   | 30 de marzo de 2013 | 16:00 (TV) |
| Cerro Largo       | 1:1 | Liverpool        | Ubilla     | 31 de marzo de 2013 | 16:00      |
| Cerro             | 1:1 | Racing           | Tróccoli   | 31 de marzo de 2013 | 16:00      |
| Wanderers         | 0:1 | River Plate      | Viera      | 31 de marzo de 2013 | 16:00      |
| Defensor Sporting | 3:0 | El Tanque Sisley | Franzini   | 31 de marzo de 2013 | 16:00 (TV) |

| Wanderers        | 1:2 | Cerro             | Viera               | 6 de abril de 2013 | 16:00      |
| Liverpool        | 1:1 | Central Español   | Belvedere           | 6 de abril de 2013 | 16:00      |
| Peñarol          | 2:0 | Cerro Largo       | Centenario          | 6 de abril de 2013 | 16:00 (TV) |
| Progreso         | 1:3 | River Plate       | Capurro             | 7 de abril de 2013 | 10:15 (TV) |
| Bella Vista      | 3:4 | Nacional          | Centenario          | 7 de abril de 2013 | 15:00 (TV) |
| El Tanque Sisley | 0:1 | Danubio           | Campeones Olímpicos | 7 de abril de 2013 | 16:00      |
| Racing           | 0:0 | Defensor Sporting | Roberto             | 7 de abril de 2013 | 16:00      |
| Juventud         | 1:0 | Fénix             | Parque Artigas      | 7 de abril de 2013 | 16:00      |

| Central Español  | 2:3 | Fénix             | Palermo    | 13 de abril de 2013 | 16:00      |
| Racing           | 2:0 | Juventud          | Roberto    | 13 de abril de 2013 | 16:00      |
| Liverpool        | 0:2 | Nacional          | Centenario | 13 de abril de 2013 | 16:00 (TV) |
| Danubio          | 0:2 | Defensor Sporting | Jardines   | 14 de abril de 2013 | 10:15 (TV) |
| Cerro Largo      | 3:1 | Cerro             | Ubilla     | 14 de abril de 2013 | 16:00      |
| Bella Vista      | 0:1 | River Plate       | Nasazzi    | 14 de abril de 2013 | 16:00      |
| Wanderers        | 4:0 | Progreso          | Viera      | 14 de abril de 2013 | 16:00      |
| El Tanque Sisley | 0:1 | Peñarol           | Centenario | 14 de abril de 2013 | 17:15 (TV) |

| Fénix             | 1:0 | Bella Vista      | Capurro        | 20 de abril de 2013 | 16:00      |
| Progreso          | 0:2 | Liverpool        | Tróccoli       | 20 de abril de 2013 | 16:00      |
| Peñarol           | 1:2 | Racing           | Centenario     | 20 de abril de 2013 | 16:00 (TV) |
| River Plate       | 2:0 | Cerro Largo      | Saroldi        | 21 de abril de 2013 | 10:15 (TV) |
| Defensor Sporting | 2:1 | Central Español  | Franzini       | 21 de abril de 2013 | 16:00      |
| Juventud          | 1:1 | Wanderers        | Parque Artigas | 21 de abril de 2013 | 16:00      |
| Cerro             | 3:1 | Danubio          | Tróccoli       | 21 de abril de 2013 | 16:00      |
| Nacional          | 1:1 | El Tanque Sisley | Parque Central | 21 de abril de 2013 | 19:30 (TV) |

| Cerro             | 2:2 | El Tanque Sisley | Tróccoli   | 27 de abril de 2013 | 15:30 |
| Fénix             | 1:1 | Liverpool        | Capurro    | 27 de abril de 2013 | 15:30 |
| Central Español   | 1:0 | Progreso         | Palermo    | 27 de abril de 2013 | 15:30 |
| Danubio           | 3:2 | Racing           | Jardines   | 28 de abril de 2013 | 15:30 |
| Bella Vista       | 0:2 | Wanderers        | Nasazzi    | 28 de abril de 2013 | 15:30 |
| Cerro Largo       | 2:3 | Juventud         | Ubilla     | 28 de abril de 2013 | 15:30 |
| Defensor Sporting | 1:0 | Peñarol          | Franzini   | 28 de abril de 2013 | 19:30 |
| River Plate       | 1:2 | Nacional         | Centenario | 29 de abril de 2013 | 19:30 |

| Danubio           | 0:2 | Central Español  | Jardines   | 4 de mayo de 2013 | 15:30 |
| Cerro             | 1:2 | River Plate      | Tróccoli   | 4 de mayo de 2013 | 15:30 |
| Progreso          | 2:1 | El Tanque Sisley | Paladino   | 4 de mayo de 2013 | 15:30 |
| Racing            | 3:2 | Wanderers        | Roberto    | 4 de mayo de 2013 | 15:30 |
| Liverpool         | 2:2 | Juventud         | Belvedere  | 4 de mayo de 2013 | 15:30 |
| Defensor Sporting | 2:0 | Fénix            | Franzini   | 4 de mayo de 2013 | 18:00 |
| Cerro Largo       | 3:0 | Bella Vista      | Ubilla     | 5 de mayo de 2013 | 11:00 |
| Nacional          | 0:3 | Peñarol          | Centenario | 5 de mayo de 2013 | 16:30 |

| Wanderers        | 2:0 | Liverpool         | Vieira              | 11 de mayo | 15:30 |
| Fénix            | 3:0 | Cerro             | Capurro             | 11 de mayo | 15:30 |
| Peñarol          | 1:0 | Progreso          | Centenario          | 11 de mayo | 16:00 |
| Bella Vista      | 0:0 | Defensor Sporting | Nasazzi             | 12 de mayo | 10:15 |
| River Plate      | 1:1 | Danubio           | Saroldi             | 12 de mayo | 15:30 |
| Central Español  | 0:0 | Cerro Largo       | Palermo             | 12 de mayo | 15:30 |
| El Tanque Sisley | 0:0 | Racing            | Campeones Olímpicos | 12 de mayo | 15:30 |
| Juventud         | 2:0 | Nacional          | Centenario          | 12 de mayo | 16:00 |

| Defensor Sporting | 2:2 | River Plate      | Franzini       | 18 de mayo | 15:00 |
| Fénix             | 3:1 | Cerro Largo      | Capurro        | 18 de mayo | 15:30 |
| Central Español   | 0:2 | Cerro            | Palermo        | 18 de mayo | 15:30 |
| Nacional          | 1:1 | Racing           | Parque Central | 18 de mayo | 17:05 |
| Liverpool         | 1:1 | El Tanque Sisley | Belvedere      | 19 de mayo | 15:30 |
| Juventud          | 4:2 | Progreso         | Artigas        | 19 de mayo | 15:30 |
| Danubio           | 4:1 | Bella Vista      | Jardines       | 19 de mayo | 15:30 |
| Peñarol           | 0:0 | Wanderers        | Centenario     | 19 de mayo | 16:00 |

| Progreso         | 2:3 | Nacional          | Centenario          | 25 de mayo | 15:30 |
| River Plate      | 5:0 | Central Español   | Saroldi             | 25 de mayo | 15:30 |
| Racing           | 0:0 | Liverpool         | Roberto             | 25 de mayo | 15:30 |
| Fénix            | 1:1 | Danubio           | Capurro             | 25 de mayo | 15:30 |
| El Tanque Sisley | 0:0 | Wanderers         | Campeones Olímpicos | 25 de mayo | 20:15 |
| Juventud         | 1:5 | Peñarol           | Centenario          | 26 de mayo | 15:00 |
| Bella Vista      | 1:0 | Cerro             | Nasazzi             | 26 de mayo | 15:30 |
| Cerro Largo      | 0:1 | Defensor Sporting | Ubilla              | 26 de mayo | 17:05 |

| Central Español  | 1:1 | Bella Vista       | Palermo    | 31 de mayo | 14:30      |
| Cerro            | 1:1 | Defensor Sporting | Tróccoli   | 1 de junio | 15:30      |
| River Plate      | 1:0 | Fénix             | Saroldi    | 1 de junio | 15:30 (TV) |
| Liverpool        | 0:4 | Peñarol           | Centenario | 1 de junio | 15:30 (TV) |
| Danubio          | 1:0 | Cerro Largo       | Jardines   | 1 de junio | 15:30 (TV) |
| Racing           | 2:0 | Progreso          | Roberto    | 2 de junio | 15:30      |
| El Tanque Sisley | 4:4 | Juventud          | Capurro    | 2 de junio | 15:30      |
| Wanderers        | 1:2 | Nacional          | Viera      | 2 de junio | 15:30 (TV) |

### Posiciones Clausura
|                                          | Pos. | Equipos           |  | PJ | PG | PE | PP | GF | GC | Dif. | Puntos |
| ---------------------------------------- | ---- | ----------------- |  | -- | -- | -- | -- | -- | -- | ---- | ------ |
|                                          | 1    | Defensor Sporting |  | 15 | 9  | 4  | 2  | 19 | 9  | +10  | 31     |
|                                          | 2    | Peñarol           |  | 15 | 9  | 3  | 3  | 26 | 8  | +18  | 30     |
|                                          | 3    | River Plate       |  | 15 | 9  | 3  | 3  | 27 | 14 | +13  | 30     |
|                                          | 4    | Nacional          |  | 15 | 7  | 5  | 3  | 23 | 21 | +2   | 26     |
|                                          | 5    | Danubio           |  | 15 | 8  | 2  | 5  | 18 | 16 | +2   | 26     |
|                                          | 6    | Racing            |  | 15 | 6  | 6  | 3  | 17 | 13 | +4   | 24     |
|                                          | 7    | Wanderers         |  | 15 | 6  | 3  | 6  | 19 | 14 | +5   | 21     |
|                                          | 8    | Juventud          |  | 15 | 6  | 3  | 6  | 27 | 32 | -5   | 21     |
|                                          | 9    | Fénix             |  | 15 | 5  | 4  | 6  | 18 | 18 | 0    | 19     |
|                                          | 10   | El Tanque Sisley  |  | 15 | 4  | 6  | 5  | 16 | 17 | -1   | 18     |
|                                          | 11   | Cerro             |  | 15 | 4  | 5  | 6  | 19 | 24 | -5   | 17     |
|                                          | 12   | Liverpool         |  | 15 | 3  | 7  | 5  | 19 | 23 | -4   | 16     |
|                                          | 13   | Cerro Largo       |  | 15 | 4  | 3  | 8  | 17 | 20 | -3   | 15     |
|                                          | 14   | Progreso          |  | 15 | 4  | 1  | 10 | 15 | 28 | -13  | 13     |
|                                          | 15   | Central Español   |  | 15 | 3  | 3  | 9  | 13 | 25 | -12  | 12     |
|                                          | 16   | Bella Vista       |  | 15 | 2  | 4  | 9  | 16 | 27 | -11  | 10     |
| Última actualización: 4 de junio de 2014 |      |                   |  |    |    |    |    |    |    |      |        |

- El campeón del Torneo Clausura clasifica (en caso de no hacerlo a la Copa Libertadores) a la Copa Sudamericana automáticamente, perdiendo su cupo el peor clasificado a este torneo de la Tabla Anual.

|  | Ganador del Torneo Apertura. Avanza a la Semifinal del Campeonato Uruguayo y clasifica a los 32° de final de la Copa Sudamericana 2013 en caso de no ir a copas internacionales. |

### Goleadores Clausura
| Jugador          | Equipo      | Goles |
| ---------------- | ----------- | ----- |
| Matias Alonso    | Juventud    | 11    |
| Líber Quiñones   | Racing      | 11    |
| Marcelo Zalayeta | Peñarol     | 9     |
| Felipe Avenatti  | River Plate | 8     |
| Lucas Cavallini  | Juventud    | 7     |
| Federico Laens   | Bella Vista | 7     |

## Tabla Anual
La tabla anual se obtiene acumulando los resultados de los Torneos Apertura y Clausura. El ganador de la misma clasifica directamente a la Final del campeonato Uruguayo.

### Posiciones
|                                          | POS | EQUIPOS           |  | PJ | PG | PE | PP | GF | GC | DIF | PTS |
| ---------------------------------------- | --- | ----------------- |  | -- | -- | -- | -- | -- | -- | --- | --- |
|                                          | 1   | Peñarol           |  | 30 | 20 | 6  | 4  | 61 | 21 | 40  | 66  |
|                                          | 2   | Defensor Sporting |  | 30 | 18 | 9  | 3  | 50 | 20 | 30  | 63  |
|                                          | 3   | Nacional          |  | 30 | 17 | 7  | 6  | 52 | 35 | 17  | 58  |
|                                          | 4   | River Plate       |  | 30 | 14 | 9  | 7  | 48 | 31 | 17  | 51  |
|                                          | 5   | El Tanque Sisley  |  | 30 | 12 | 12 | 6  | 39 | 34 | 5   | 48  |
|                                          | 6   | Wanderers         |  | 30 | 11 | 7  | 12 | 41 | 38 | 3   | 40  |
|                                          | 7   | Fénix             |  | 30 | 11 | 7  | 12 | 42 | 42 | 0   | 40  |
|                                          | 8   | Juventud          |  | 30 | 11 | 7  | 12 | 40 | 49 | -9  | 40  |
|                                          | 9   | Racing            |  | 30 | 9  | 10 | 11 | 34 | 40 | -6  | 37  |
|                                          | 10  | Cerro             |  | 30 | 9  | 8  | 13 | 33 | 41 | -8  | 35  |
|                                          | 11  | Danubio           |  | 30 | 9  | 8  | 13 | 33 | 43 | -10 | 35  |
|                                          | 12  | Liverpool         |  | 30 | 7  | 10 | 13 | 40 | 51 | -11 | 31  |
|                                          | 13  | Bella Vista       |  | 30 | 8  | 6  | 16 | 29 | 44 | -15 | 30  |
|                                          | 14  | Central Español   |  | 30 | 7  | 7  | 16 | 24 | 44 | -20 | 28  |
|                                          | 15  | Progreso          |  | 30 | 8  | 4  | 18 | 32 | 56 | -24 | 28  |
|                                          | 16  | Cerro Largo       |  | 30 | 6  | 9  | 15 | 31 | 40 | -9  | 27  |
| Última actualización: 4 de junio de 2013 |     |                   |  |    |    |    |    |    |    |     |     |

La forma de clasificación a las copas en el campeonato uruguayo no se basa sólo en la tabla anual. El resumen sería el siguiente:
- El campeón uruguayo clasifica a la fase de grupos de la Copa Libertadores y también a la Copa Sudamericana.
- Si hay finales del Campeonato Uruguayo, los dos finalistas (nota: la semifinal no es una final) clasifican a la fase de grupos de la Copa Libertadores
- El segundo de la tabla anual clasifica a la primera fase de la Copa Libertadores. Puede clasificar a la fase de grupos solamente si es finalista del Uruguayo o si no hay finales.
- El tercero de la tabla anual, clasifica a la primera fase de la Copa Libertadores sólo si se cumple que: a) no es campeón uruguayo, b) no hay finales. Si no se cumplen esas dos condiciones, va a la Copa Sudamericana.
- Los clubes que acompañan al Campeón Uruguayo a la Copa Sudamericana se adjudican (teniendo en cuenta todos los puntos anteriores), a los equipos que no clasifiquen a Copa Libertadores y tengan mejores puntajes en la Tabla Anual.
- Si alguno de los campeones de Apertura o Clausura no clasifican a ninguna copa internacional, clasifican a la Copa Sudamericana (pierde ese cupo el peor clasificado a Copa Sudamericana)

|  | Campeón Uruguayo. Clasifica a la Fase de grupos de la Copa Libertadores 2014 y clasifica a los 32° de final de la Copa Sudamericana 2013. |
|  | Campeón de la Tabla Anual. Avanza a la Final del Campeonato Uruguayo y clasifica a la Fase de grupos de la Copa Libertadores 2014.        |
|  | Clasificado a la Fase de grupos de la Copa Libertadores 2014.                                                                             |
|  | Clasificado a la Primera fase de la Copa Libertadores 2014 por tener el mejor puntaje de un no-finalista en la Tabla Anual.               |
|  | Clasificados a los 32° de final de la Copa Sudamericana 2013.                                                                             |

## Definición del campeonato
|  | Semifinal                       | Semifinal |  |  | Final                         | Final | Final |
|  |                                 |           |  |  |                               |       |       |
|  |                                 |           |  |  |                               |       |       |
|  | Peñarol (Ganador Apertura)      | 3         |  |  |                               |       |       |
|  | Defensor Sp. (Ganador Clausura) | 1         |  |  |                               |       |       |
|  |                                 |           |  |  |                               |       |       |
|  |                                 |           |  |  | Peñarol (Ganador Semifinal)   | -     | -     |
|  |                                 |           |  |  | Peñarol (Ganador Tabla Anual) | -     | -     |
|  |                                 |           |  |  |                               |       |       |

| 12         | POR        | Martín Campaña         |     |
| 6          | DEF        | Emilio Zeballos        |     |
| 21         | DEF        | Matías Malvino         |     |
| 4          | DEF        | Mario Risso            |     |
| 2          | DEF        | Ramón Arias            |     |
| 8          | MED        | Aníbal Hernández       | 57' |
| 5          | MED        | Andrés Fleurquín       |     |
| 7          | MED        | Juan Amado             | 67' |
| 27         | MED        | Giorgian de Arrascaeta |     |
| 16         | DEL        | Ignacio Risso          | 57' |
| 25         | DEL        | Maximiliano Callorda   |     |
| Entrenador | Entrenador | Tabaré Silva           |     |

| 25         | POR        | Enrique Bologna      |     |
| 31         | DEF        | Matías Aguirregaray  |     |
| 4          | DEF        | Alejandro González   |     |
| 22         | DEF        | Darío Rodríguez      |     |
| 2          | DEF        | Baltasar Silva       |     |
| 5          | MED        | Marcel Novick        | 22' |
| 20         | MED        | Sebastián Cristóforo |     |
| 8          | MED        | Antonio Pacheco      |     |
| 18         | DEL        | Mauro Fernández      |     |
| 17         | DEL        | Marcelo Zalayeta     | 79' |
| 11         | DEL        | Fabián Estoyanoff    | 86' |
| Entrenador | Entrenador | Jorge da Silva       |     |

| 19 | MED | Felipe Gedoz      | 57' |
| 9  | DEL | Sebastián Taborda | 57' |
| 10 | DEL | Damián Luna       | 67' |

| 14 | MED | Sebastián Píriz     | 22' |
| 19 | DEL | Juan Manuel Olivera | 79' |
| 16 | DEL | Jorge Zambrana      | 86' |

| Anotado | 89' | Damián Luna | 1-3 |

| Anotado         | 26' | Antonio Pacheco | 0-1 |
| Anotado · Penal | 36' | Antonio Pacheco | 0-2 |
| Anotado         | 80' | Antonio Pacheco | 0-3 |

| Amonestado | 1'  | Aníbal Hernández  |
| Amonestado | 70' | Andrés Fleurquín  |
| Amonestado | 78' | Sebastián Taborda |

| Amonestado | 21' | Marcel Novick        |
| Amonestado | 33' | Sebastián Cristóforo |

| Árbitro             | Martín Vázquez |
| Árbitros asistentes | Miguel Nievas  |
| Árbitros asistentes | Nicolás Tarán  |

| 12         | POR        | Martín Campaña         |     |
| 6          | DEF        | Emilio Zeballos        |     |
| 21         | DEF        | Matías Malvino         |     |
| 4          | DEF        | Mario Risso            |     |
| 2          | DEF        | Ramón Arias            |     |
| 8          | MED        | Aníbal Hernández       | 57' |
| 5          | MED        | Andrés Fleurquín       |     |
| 7          | MED        | Juan Amado             | 67' |
| 27         | MED        | Giorgian de Arrascaeta |     |
| 16         | DEL        | Ignacio Risso          | 57' |
| 25         | DEL        | Maximiliano Callorda   |     |
| Entrenador | Entrenador | Tabaré Silva           |     |

| 25         | POR        | Enrique Bologna      |     |
| 31         | DEF        | Matías Aguirregaray  |     |
| 4          | DEF        | Alejandro González   |     |
| 22         | DEF        | Darío Rodríguez      |     |
| 2          | DEF        | Baltasar Silva       |     |
| 5          | MED        | Marcel Novick        | 22' |
| 20         | MED        | Sebastián Cristóforo |     |
| 8          | MED        | Antonio Pacheco      |     |
| 18         | DEL        | Mauro Fernández      |     |
| 17         | DEL        | Marcelo Zalayeta     | 79' |
| 11         | DEL        | Fabián Estoyanoff    | 86' |
| Entrenador | Entrenador | Jorge da Silva       |     |

| 19 | MED | Felipe Gedoz      | 57' |
| 9  | DEL | Sebastián Taborda | 57' |
| 10 | DEL | Damián Luna       | 67' |

| 14 | MED | Sebastián Píriz     | 22' |
| 19 | DEL | Juan Manuel Olivera | 79' |
| 16 | DEL | Jorge Zambrana      | 86' |

| Anotado | 89' | Damián Luna | 1-3 |

| Anotado         | 26' | Antonio Pacheco | 0-1 |
| Anotado · Penal | 36' | Antonio Pacheco | 0-2 |
| Anotado         | 80' | Antonio Pacheco | 0-3 |

| Amonestado | 1'  | Aníbal Hernández  |
| Amonestado | 70' | Andrés Fleurquín  |
| Amonestado | 78' | Sebastián Taborda |

| Amonestado | 21' | Marcel Novick        |
| Amonestado | 33' | Sebastián Cristóforo |

| Árbitro             | Martín Vázquez |
| Árbitros asistentes | Miguel Nievas  |
| Árbitros asistentes | Nicolás Tarán  |

|                                                      |
| Bandera de Uruguay                                   |
| Campeón Uruguayo 2012-13 Peñarol 47.mo título de AUF |

## Goleadores Campeonato Uruguayo
| Jugador               | Equipo    | Goles |
| --------------------- | --------- | ----- |
| Juan Manuel Olivera   | Peñarol   | 18    |
| Líber Quiñones        | Racing    | 15    |
| Maximiliano Rodríguez | Wanderers | 15    |
| Marcelo Zalayeta      | Peñarol   | 15    |
| Fabián Estoyanoff     | Peñarol   | 12    |

- En cursiva jugadores que sólo participaron en el Torneo Apertura.

## Tabla del descenso
La tabla del descenso se compone de la suma de los puntos de la tabla anual de esta temporada y los de la tabla anual de la temporada anterior. Aquellos equipos que ascendieron la temporada pasada, duplican su puntaje.
Los tres últimos clasificados, descienden directamente a Segunda División. En caso de empates en puntos entre dos equipos habrán partidos de desempate; si los empatados son más de dos equipos, se ordenan por diferencia de gol, y jugarán partidos los dos últimos entre los ordenados.
|                                          | Pos. | Equipos           |  | 2011/12 | 2012/13 | Puntos | PJ | Prom.   |
| ---------------------------------------- | ---- | ----------------- |  | ------- | ------- | ------ | -- | ------- |
|                                          | 1    | Peñarol           |  | 62      | 66      | 128    | 60 | 2.133   |
|                                          | 2    | Defensor Sporting |  | 62      | 63      | 125    | 60 | 2.083   |
|                                          | 3    | Nacional          |  | 67      | 58      | 125    | 60 | 2.083   |
|                                          | 4    | River Plate       |  | 50      | 51      | 101    | 60 | 1.683   |
|                                          | 5    | Danubio           |  | 52      | 35      | 87     | 60 | 1.450   |
|                                          | 6    | Liverpool         |  | 53      | 31      | 84     | 60 | 1.400   |
|                                          | 7    | Cerro Largo       |  | 54      | 27      | 81     | 60 | 1.350   |
|                                          | 8    | Wanderers         |  | 41      | 40      | 81     | 60 | 1.350   |
|                                          | 9    | Juventud          |  | SD      | 40      | 80     | 30 | 1.333   |
|                                          | 10   | El Tanque Sisley  |  | 31      | 48      | 79     | 60 | 1.317   |
|                                          | 11   | Cerro             |  | 36      | 35      | 71     | 60 | 1.183   |
|                                          | 12   | Racing            |  | 34      | 37      | 71     | 60 | 1.183   |
|                                          | 13   | Fénix             |  | 25      | 40      | 65     | 60 | 1.083   |
|                                          | 14   | Bella Vista       |  | 30      | 30      | 60     | 60 | (1.000) |
|                                          | 15   | Progreso          |  | SD      | 28      | 56     | 30 | (0.933) |
|                                          | 16   | Central Español   |  | SD      | 28      | 56     | 30 | (0.933) |
| Última actualización: 4 de junio de 2014 |      |                   |  |         |         |        |    |         |

|  | Descendido a la Segunda División Profesional. |